# Згасаюча хвиля
Згасаюча хвиля — хвиля, амплітуда коливання якої, зменшується з часом, і врешті-решт до нуля. Цей термін також має відношення до перших методів радіо передачі, що здійснювалась за допомогою передавача іскрового проміжку. Такі передачі складалися із серій згасаючих електромагнітних хвиль. Інформація, що передавалася цим сигналом, використовувалася в телеграфії, передавач включали чи виключали для передачі повідомлення за допомогою азбуки Морзе. Згасаючі хвилі були першим практичним засобом радіозв'язку, і використовувалися в часи ери бездротової телеграфії (радіотелеграфії), яка закінчилася приблизно в 1920 роках. У радіоінженерії тепер такий метод передачі сигналу зазвичай відносять до випромінення "Класу B". Однак, така передача має широку смугу пропускання і генерує електричний "шум" (електромагнітні перешкоди), які накладаються на інші радіосигнали.
Через потенційну можливість створювати перешкоди та марнотратне використання ресурсів радіочастотного спектру за міжнародними правилами використання згасаючих хвиль класу B заборонене Міжнародним союзом телекомунікацій з 1938. Однак визначення "згасаючої хвилі" в цих правилах є неясним, якщо його застосувати до сучасних технологій, і останнім часом існують ідеї внести зміни до цих правил заборони нові технології вільного радіозв'язку такі як системи надширокосмугової передачі.

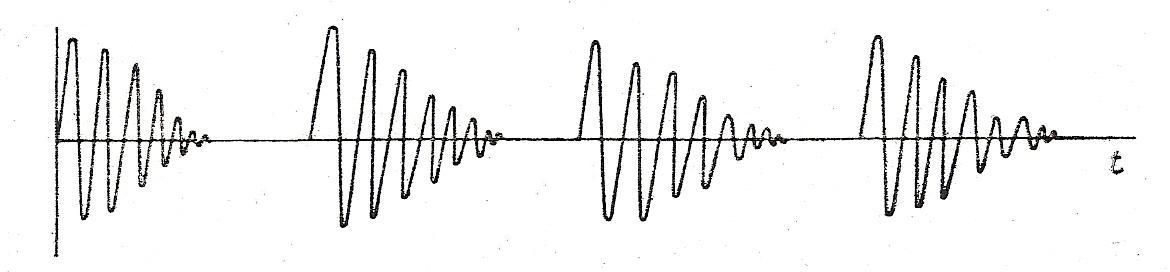
Послідовність згасаючих хвиль, таких що передавалися передавачем іскрового проміжку. На цьому графіку, вертикальна вісь це амплітуда хвилі, в одиницях напруги чи напруженості електричного поля; горизонтальна вісь це час.